# Qomqān
Qomqān (persiska: قمقان) är en ort i Iran.   Den ligger i provinsen Östazarbaijan, i den nordvästra delen av landet, 400 km nordväst om huvudstaden Teheran. Qomqān ligger 1 602 meter över havet och antalet invånare är 176.
Terrängen runt Qomqān är huvudsakligen kuperad, men åt nordost är den platt. Runt Qomqān är det ganska glesbefolkat, med 40 invånare per kvadratkilometer. Närmaste större samhälle är Torkmanchay, 14,3 km nordväst om Qomqān. Trakten runt Qomqān består i huvudsak av gräsmarker.